# Liam Millar
Liam Alan Millar (Toronto, 27 settembre 1999) è un calciatore canadese, attaccante dell'Hull City e della nazionale canadese.

## Carriera

### Club
Nato a Toronto, in Canada inizia a giocare a calcio a 4 anni, nel 2003, con il Brampton Youth, dove resta fino al 2005. A 6 anni passa nel North Mississauga, rimanendovi 8 anni. Nel 2013, a 14 anni, si trasferisce in Inghilterra, al Fulham, giocandovi 3 anni. Nel 2016 passa al Liverpool, che lo inserisce nella squadra Under-18.
Nel gennaio del 2019, dopo aver rinnovato con il Liverpool, viene girato in prestito fino al termine della stagione 2019-2020 alla squadra di Scottish Premiership del Kilmarnock.
Il 6 agosto 2019 il prestito viene rinnovato per un altro anno, salvo poi fare ritorno a Liverpool l'8 gennaio 2020. Complessivamente con il club scozzese ha disputato 36 incontri mettendo a segno 2 goal.
Il 5 gennaio 2021 rinnova il proprio contratto con i reds che, contestualmente, lo hanno ceduto in prestito al Charlton.
L'8 luglio 2021 viene ceduto a titolo definitivo al Basilea.
Il 1º settembre 2023 viene ceduto a titolo temporaneo al Preston N.E., facendo così ritorno in Inghilterra dopo due anni.
Il 9 agosto 2024 viene acquistato dall'Hull City.

### Nazionale
Nel 2017 partecipa con l'Under-20 al Nordamericano Under-20 in Costa Rica, uscendo al girone, giocando tutte e 3 le gare.
Nel 2018 prende parte con l'Under-23 al Torneo di Tolone, non passando il girone, disputando tutte le 4 gare.
Il 24 marzo 2018 fa il suo esordio in nazionale maggiore, nell'amichevole vinta per 1-0 a San Pedro del Pinatar, in Spagna, contro la Nuova Zelanda, sfida nella quale rimane in campo per tutti i 90 minuti. Partecipa con la nazionale maggiore alla fase di qualificazione della CONCACAF Nations League 2019-2020, disputando 3 incontri. Nel maggio 2019 viene inserito nella lista dei 23 convocati dalla nazionale canadese per partecipare al torneo CONCACAF Gold Cup 2019, nel quale disputa due incontri.
Convocato per i Mondiali di Qatar 2022, disputa solo l'incontro perso 1-0 contro il Belgio ai gironi. Successivamente viene convocato per la Gold Cup 2023, in cui realizza la sua prima rete in nazionale maggiore nel successo per 4-2 contro Cuba che consente ai canadesi di passare il turno.

## Statistiche

### Presenze e reti nei club
Statistiche aggiornate al 17 marzo 2024.
| Stagione          | Squadra           | Campionato        | Campionato | Campionato | Coppe nazionali | Coppe nazionali | Coppe nazionali | Coppe continentali | Coppe continentali | Coppe continentali | Altre coppe | Altre coppe | Altre coppe | Totale | Totale |
| Stagione          | Squadra           | Comp              | Pres       | Reti       | Comp            | Pres            | Reti            | Comp               | Pres               | Reti               | Comp        | Pres        | Reti        | Pres   | Reti   |
| ----------------- | ----------------- | ----------------- | ---------- | ---------- | --------------- | --------------- | --------------- | ------------------ | ------------------ | ------------------ | ----------- | ----------- | ----------- | ------ | ------ |
| gen.-giu. 2019    | Kilmarnock        | SPL               | 13         | 1          | SC+CdL          | 1+0             | 0+0             | -                  | -                  | -                  | -           | -           | -           | 14     | 1      |
| 2019-gen. 2020    | Kilmarnock        | SPL               | 20         | 1          | SC+CdL          | 0+2             | 0+0             | UEL                | 0                  | 0                  | -           | -           | -           | 22     | 1      |
| Totale Kilmarnock | Totale Kilmarnock | Totale Kilmarnock | 33         | 2          |                 | 3               | 0               |                    | 0                  | 0                  |             | -           | -           | 36     | 2      |
| gen.-giu. 2020    | Liverpool         | PL                | 0          | 0          | FACup+CdL       | 1+0             | 0+0             | UCL                | -                  | -                  | SU+CmC      | -           | -           | 1      | 0      |
| 2020-gen. 2021    | Liverpool         | PL                | 0          | 0          | FACup+CdL       | 0               | 0               | UCL                | -                  | -                  | CS          | -           | -           | 0      | 0      |
| Totale Liverpool  | Totale Liverpool  | Totale Liverpool  | 0          | 0          |                 | 1               | 0               |                    | -                  | -                  |             | -           | -           | 1      | 0      |
| gen.-giu. 2021    | Charlton          | FL1               | 27         | 2          | FACup+CdL       | 0+0             | 0+0             | -                  | -                  | -                  | -           | -           | -           | 27     | 2      |
| 2021-2022         | Basilea           | SL                | 31         | 7          | CS              | 2               | 1               | UECL               | 12                 | 2                  | -           | -           | -           | 45     | 10     |
| 2022-2023         | Basilea           | SL                | 26         | 0          | CS              | 4               | 0               | UECL               | 16                 | 1                  | -           | -           | -           | 46     | 1      |
| lug.-ago. 2023    | Basilea           | SL                | 4          | 0          | CS              | 1               | 2               | UECL               | 1                  | 0                  | -           | -           | -           | 6      | 2      |
| Totale Basilea    | Totale Basilea    | Totale Basilea    | 61         | 7          |                 | 7               | 3               |                    | 29                 | 3                  |             | -           | -           | 97     | 13     |
| 2023-2024         | Preston N.E.      | FLC               | 35         | 5          | FACup+CdL       | 1+0             | 0+0             | -                  | -                  | -                  | -           | -           | -           | 36     | 5      |
| Totale carriera   | Totale carriera   | Totale carriera   | 156        | 16         |                 | 12              | 3               |                    | 29                 | 3                  |             | -           | -           | 197    | 22     |

### Cronologia presenze e reti in nazionale
| Cronologia completa delle presenze e delle reti in nazionale ― Canada | Cronologia completa delle presenze e delle reti in nazionale ― Canada | Cronologia completa delle presenze e delle reti in nazionale ― Canada | Cronologia completa delle presenze e delle reti in nazionale ― Canada | Cronologia completa delle presenze e delle reti in nazionale ― Canada | Cronologia completa delle presenze e delle reti in nazionale ― Canada | Cronologia completa delle presenze e delle reti in nazionale ― Canada | Cronologia completa delle presenze e delle reti in nazionale ― Canada |
| Data                                                                  | Città                                                                 | In casa                                                               | Risultato                                                             | Ospiti                                                                | Competizione                                                          | Reti                                                                  | Note                                                                  |
| --------------------------------------------------------------------- | --------------------------------------------------------------------- | --------------------------------------------------------------------- | --------------------------------------------------------------------- | --------------------------------------------------------------------- | --------------------------------------------------------------------- | --------------------------------------------------------------------- | --------------------------------------------------------------------- |
| 24-3-2018                                                             | San Pedro del Pinatar                                                 | Canada                                                                | 1 – 0                                                                 | Nuova Zelanda                                                         | Amichevole                                                            | -                                                                     |                                                                       |
| 9-9-2018                                                              | Bradenton                                                             | Isole Vergini Americane                                               | 0 – 8                                                                 | Canada                                                                | CONCACAF Nations League 2019-2020 - 1º turno                          | -                                                                     |                                                                       |
| 17-10-2018                                                            | Toronto                                                               | Canada                                                                | 5 – 0                                                                 | Dominica                                                              | CONCACAF Nations League 2019-2020 - 1º turno                          | -                                                                     | 59’ 66’                                                               |
| 19-11-2018                                                            | Basseterre                                                            | Saint Kitts e Nevis                                                   | 0 – 1                                                                 | Canada                                                                | CONCACAF Nations League 2019-2020 - 1º turno                          | -                                                                     | 71’                                                                   |
| 16-6-2019                                                             | Pasadena                                                              | Canada                                                                | 4 – 0                                                                 | Martinica                                                             | Gold Cup 2019 - 1º turno                                              | -                                                                     | 70’                                                                   |
| 24-6-2019                                                             | Charlotte                                                             | Canada                                                                | 7 – 0                                                                 | Cuba                                                                  | Gold Cup 2019 - 1º turno                                              | -                                                                     | 70’                                                                   |
| 8-9-2019                                                              | Toronto                                                               | Canada                                                                | 6 – 0                                                                 | Cuba                                                                  | CONCACAF Nations League 2019-2020 - 2º turno                          | -                                                                     | 62’                                                                   |
| 11-9-2019                                                             | George Town                                                           | Cuba                                                                  | 0 – 1                                                                 | Canada                                                                | CONCACAF Nations League 2019-2020 - 2º turno                          | -                                                                     | 79’                                                                   |
| 25-3-2021                                                             | Orlando                                                               | Canada                                                                | 5 – 1                                                                 | Bermuda                                                               | Qual. Mondiali 2022                                                   | -                                                                     | 70’                                                                   |
| 29-3-2021                                                             | Bradenton                                                             | Isole Cayman                                                          | 0 – 11                                                                | Canada                                                                | Qual. Mondiali 2022                                                   | -                                                                     | 67’                                                                   |
| 5-6-2021                                                              | Bradenton                                                             | Aruba                                                                 | 0 – 7                                                                 | Canada                                                                | Qual. Mondiali 2022                                                   | -                                                                     | 46’                                                                   |
| 7-10-2021                                                             | Città del Messico                                                     | Messico                                                               | 1 – 1                                                                 | Canada                                                                | Qual. Mondiali 2022                                                   | -                                                                     | 77’                                                                   |
| 10-10-2021                                                            | Kingston                                                              | Giamaica                                                              | 0 – 0                                                                 | Canada                                                                | Qual. Mondiali 2022                                                   | -                                                                     | 70’                                                                   |
| 12-11-2021                                                            | Edmonton                                                              | Canada                                                                | 1 – 0                                                                 | Costa Rica                                                            | Qual. Mondiali 2022                                                   | -                                                                     | 65’                                                                   |
| 2-2-2022                                                              | San Salvador                                                          | El Salvador                                                           | 0 – 2                                                                 | Canada                                                                | Qual. Mondiali 2022                                                   | -                                                                     | 58’                                                                   |
| 23-9-2022                                                             | Vienna                                                                | Qatar                                                                 | 0 – 2                                                                 | Canada                                                                | Amichevole                                                            | -                                                                     | 46’                                                                   |
| 23-11-2022                                                            | Al Rayyan                                                             | Belgio                                                                | 1 – 0                                                                 | Canada                                                                | Mondiali 2022 - 1º turno                                              | -                                                                     | 81’                                                                   |
| 28-6-2023                                                             | Toronto                                                               | Canada                                                                | 2 – 2                                                                 | Guadalupa                                                             | Gold Cup 2023 - 1º turno                                              | -                                                                     | 65’                                                                   |
| 1-7-2023                                                              | Houston                                                               | Guatemala                                                             | 0 – 0                                                                 | Canada                                                                | Gold Cup 2023 - 1º turno                                              | -                                                                     | 65’                                                                   |
| 4-7-2023                                                              | Toronto                                                               | Canada                                                                | 4 – 2                                                                 | Cuba                                                                  | Gold Cup 2023 - 1º turno                                              | 1                                                                     |                                                                       |
| 9-7-2023                                                              | Cincinnati                                                            | Stati Uniti                                                           | 2 – 2 dts (3 – 2 dtr)                                                 | Canada                                                                | Gold Cup 2023 - Quarti di finale                                      | -                                                                     |                                                                       |
| 13-10-2023                                                            | Niigata                                                               | Giappone                                                              | 4 – 1                                                                 | Canada                                                                | Amichevole                                                            | -                                                                     | 81’                                                                   |
| 18-11-2023                                                            | Kingston                                                              | Giamaica                                                              | 1 – 2                                                                 | Canada                                                                | CONCACAF Nations League 2023-2024 - Quarti di finale                  | -                                                                     | 90+2’                                                                 |
| 21-11-2023                                                            | Toronto                                                               | Canada                                                                | 2 – 3                                                                 | Giamaica                                                              | CONCACAF Nations League 2023-2024 - Quarti di finale                  | -                                                                     | 84’                                                                   |
| 6-6-2024                                                              | Rotterdam                                                             | Paesi Bassi                                                           | 4 – 0                                                                 | Canada                                                                | Amichevole                                                            | -                                                                     | 46’                                                                   |
| 9-6-2024                                                              | Bordeaux                                                              | Francia                                                               | 0 – 0                                                                 | Canada                                                                | Amichevole                                                            | -                                                                     |                                                                       |
| 20-6-2024                                                             | Atlanta                                                               | Argentina                                                             | 2 – 0                                                                 | Canada                                                                | Coppa America 2024 - 1º turno                                         | -                                                                     | 85’                                                                   |
| 25-6-2024                                                             | Kansas City                                                           | Perù                                                                  | 0 – 1                                                                 | Canada                                                                | Coppa America 2024 - 1º turno                                         | -                                                                     | 46’                                                                   |
| 29-6-2024                                                             | Orlando                                                               | Canada                                                                | 0 – 0                                                                 | Cile                                                                  | Coppa America 2024 - 1º turno                                         | -                                                                     | 65’ 66’                                                               |
| 5-7-2024                                                              | Arlington                                                             | Venezuela                                                             | 1 – 1 (3 - 4 dtr)                                                     | Canada                                                                | Coppa America 2024 - Quarti di finale                                 | -                                                                     | 62’                                                                   |
| 9-7-2024                                                              | East Rutherford                                                       | Argentina                                                             | 2 – 0                                                                 | Canada                                                                | Coppa America 2024 - Semifinale                                       | -                                                                     | 55’                                                                   |
| 13-7-2024                                                             | Charlotte                                                             | Canada                                                                | 2 – 2 (3 – 4 dtr)                                                     | Uruguay                                                               | Coppa America 2024 - Finale 3º posto                                  | -                                                                     | 77’                                                                   |
| 7-9-2024                                                              | Kansas City                                                           | Stati Uniti                                                           | 1 – 2                                                                 | Canada                                                                | Amichevole                                                            | -                                                                     | 67’                                                                   |
| 10-9-2024                                                             | Arlington                                                             | Messico                                                               | 0 – 0                                                                 | Canada                                                                | Amichevole                                                            | -                                                                     | 77’                                                                   |
| 15-10-2024                                                            | Toronto                                                               | Canada                                                                | 2 – 1                                                                 | Panama                                                                | Amichevole                                                            | -                                                                     | 66’                                                                   |
| Totale                                                                |                                                                       | Presenze                                                              | 35                                                                    |                                                                       | Reti                                                                  | 1                                                                     |                                                                       |